# Kostel svatého Lazara (Praha)

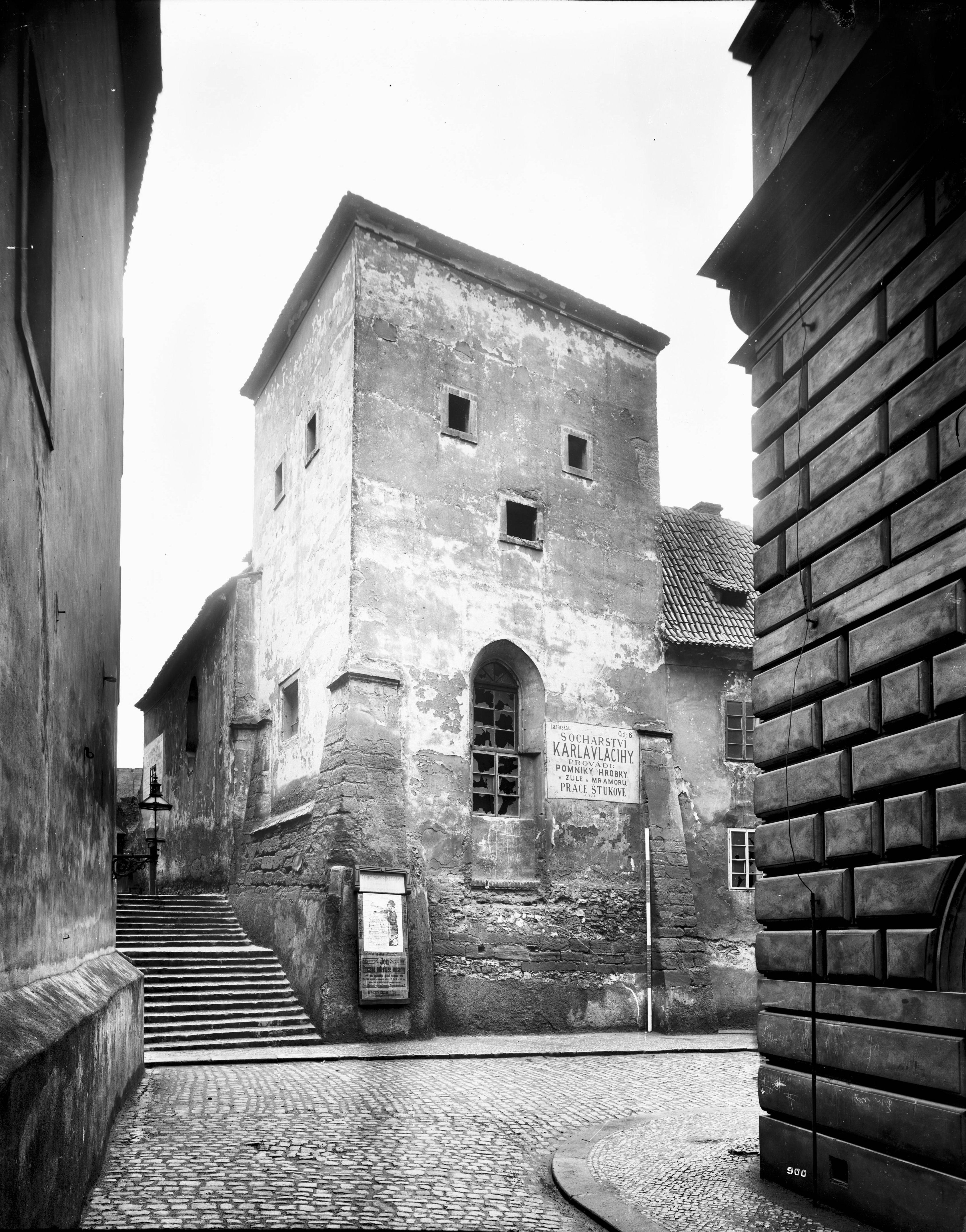
Kaple sv. Lazara v roce 1900

Kostel sv. Lazara je zaniklý špitální kostel na Praze 2, který stál v místě dnešního Městského soudu. Od jeho patrocinia vznikl název ulice Lazarská, která je jedním z největších přestupních uzlů v Praze.

## Historie

### 12.–14. století
První písemná zmínka o kostele je z roku 1280. Předpokládá se, že kostel mohl být vybudován již na konci 12. století, tehdy ještě vně hradeb kvůli nebezpečí nákazy. Tehdy byly u objektu na popud měšťanů vykopány první dva hromadné hroby pro oběti moru a hladomoru, aby se zabránilo dalšímu šíření nákazy. Již od začátku se jednalo o špitální kostel obklopený hřbitovem, k němuž náležel i dvůr. Celý areál byl ve správě špitálního bratrstva. Duchovní správu vykonával kanovník řádu Božího řadu na Zderaze. V čele stáli i světští správci, což je případ měšťana Fráni Černého, jenž je doložen v roce 1397.[zdroj?] Králové Václav II. a Jan Lucemburský obdarovali špitál různými výsadami, které potvrdil i Karel IV.

### 15.–17. století
V první polovině 15. století, v období husitských válek, přestal špitál fungovat a kostel převzal do vlastnictví novoměstský cech řezníků, který koupil i vedlejší dům pro faráře – v té době se v kostele sloužilo podobojí. V roce 1641, tedy několik let po vydání obnoveného zřízení zemského, byla pod patronátem jezuitské koleje slavena při kostele kongregace ke slávě Panny Marie. Rektor koleje Martin Bouda zároveň potvrdil, že jezuité si kostel nenárokují a zůstane tak měšťanům. V roce 1704 zavedl světský kněz Jan František Jogeus pravidelnou mši svatou v každý pracovní den.

### 18.–19. století
Kostel sv. Lazara byl zrušen a zavřen v roce 1788 nařízením Josefa II., poté ho společně s domem č. 7. odkoupili v roce 1791 opět novoměští řezníci a zřídili v něm dílnu a sklad. V té době došlo k četným poškozením stavby. V roce 1842 byla při kostele zřízena Eduardem Kratzmannem dětská nemocnice s devíti lůžky, která byla v roce 1854 přesunuta do nové budovy na Karlově náměstí. Zboření kostela navrhl Josef Mocker kvůli jeho bezvýznamnosti: kostel byl odkoupen kvůli plánované výstavbě budov císařsko-královského trestního soudu. V letech 1900–1901 byl kostelík zbořen, i když proti tomu protestovali členové Společnosti přátel starožitností českých a Spolku architektů a inženýrů v Království českém.
Objekt byl před zničením zaměřen a vyfotografován, starší podoby kostela jsou známy zejména z rytin a dřevorytin.

## Popis
Prostý raně gotický kostel s vysokou hranolovou lodí měl původně kvadratický presbytář a větší loď. Presbytář byl zaklenut jedním polem křížové klenby, loď byla zaklenuta polem křížové klenby zřejmě v 15. století, odkazem na cech řemeslníků byl svorník s jejich znakem.
Tympanon vstupního portálu se dochoval v lapidáriu Národního muzea a pro styl zpracování je datován do druhé poloviny 13. století. Vyobrazuje Vzkříšení Lazara, za ním stojí Marie, která ukazuje na žehnajícího Krista. Na dolním okraji tympanonu lze spatřit zvířata symbolizující v ikonografii obnovu života – jelena, orla a fénixe.
V 18. století je v kostele doloženo pět oltářů:[zdroj?] hlavní oltář sv. Lazara, oltář sv. Maří Magdaleny a Marty, oltář sv. Anny, oltář sv. Jana Nepomuckého a oltář sv. Michaela.